# Cessna 185
Cessna 185 (kendt som Skywagon) er et seks sæders, en motors propelfly produceret af den amerikanske flyproducent Cessna. Den første prototype lettede i juli 1960 og i marts 1961 blev det første eksemplar af den færdige model produceret. Flyet er et højvinget fly med konventionelt understel og halehjul.

## Design
Flyet er dybest set en forstærket Cessna 180. Den væsentligste forskel mellem de to fly er en større halefinne og motor på 185'eren. Der er 300 hk i den Continental Motors IO-520-D motor der er monteret i Cessna 185, i modsætning til de 230 hk der er på 180'eren. 